# Jean Guillaume Moitte
Pour les articles homonymes, voir Moitte.

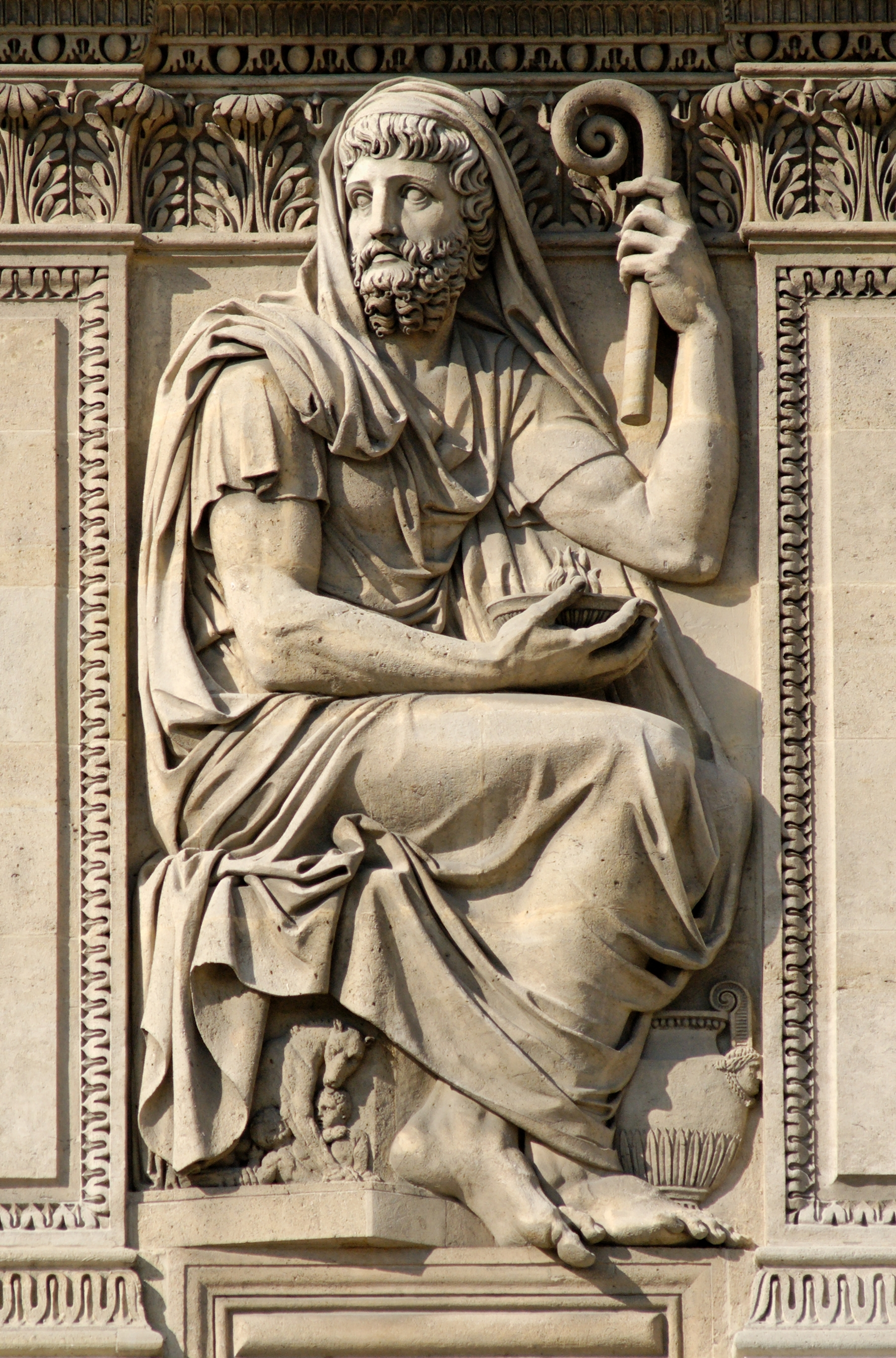
Hérodote (1806), Paris, façade ouest de la cour Carrée du palais du Louvre.

Jean-Guillaume Moitte, né le 11 novembre 1746 à Paris où il est mort le 2 mai 1810, est un sculpteur français.

## Biographie
Jean-Guillaume Moitte est le fils du peintre et graveur Pierre-Étienne Moitte (1722-1780). Il fut successivement l’élève des sculpteurs Jean-Baptiste Pigalle et de Jean-Baptiste Lemoyne. Il obtient le premier prix de Rome en sculpture de 1768 avec David portant la tête de Goliath en triomphe. Il entre alors à l’École royale des élèves protégés puis entreprend son séjour romain à la villa Médicis qu’il écourta pour raison de santé. Il y copie des modèles d'armures, armes, casques et autres antiques dont les bas-reliefs de la colonne Trajane.
Il travaille pour Henri Auguste, l’orfèvre du roi, et participe à des travaux décoratifs pour des monuments de la capitale. Il exécute des commandes de statues de généraux morts au combat comme la statue de Custine pour le musée de Versailles, le tombeau de Desaix au Grand Saint-Bernard ou celui de Leclerc au Panthéon de Paris. Pour ce dernier édifice, il conçoit et achève en 1793, pendant la Révolution française, le décor de son fronton sur le thème de La Patrie couronnant les Vertus civiles et héroïques. Moitte est, avec le sculpteur Philippe-Laurent Roland, le principal acteur des décors extérieurs sculptés de l’hôtel de Salm à Paris.
Il est membre de l’Institut de France, de l’ordre de la Légion d'honneur et devient professeur à l’École des beaux-arts de Paris le 20 décembre 1809, en remplacement d' Augustin Pajou. C'est Jean-Baptiste Stouf qui lui succède le 8 septembre 1810.

## Distinctions
- Chevalier de la Légion d'honneur.

## Œuvres dans les collections publiques

### Dessins
- Le Triomphe de Voltaire, 1778, dessin, Paris, musée du Louvre, département des arts graphiques
- Le Départ, 1798-1799, dessin, Vizille, musée de la Révolution française
- Orphée en enfer, dessin, Paris, musée du Louvre, département des arts graphiques
- Orphée et Eurydice, dessin, Paris, musée du Louvre, département des arts graphiques
- Un sacrifice, dessin, Dijon, musée Magnin
- Trépied à cuve avec sphinges, mine de plomb, lavé de bistre, H. 0,134 ; L. 0,098 m, Paris, Beaux-Arts de Paris[5].
- Cuve sure colonne cannelée, mine de plomb, lavé de bistre, H. 0,14 ; L. 0,062 m, Paris, Beaux-Arts de Paris[6].
- Base de candélabre avec griffons et trépied avec mascarons, mine de plomb, lavé de bistre, H. 0,192 ; L. 0,245 m, Paris, Beaux-Arts de Paris[7].
- Quatre vasques et un autel circulaire, mine de plomb, lavé de bistre, H. 0,182 ; L. 0,393 m, Paris, Beaux-Arts de Paris[8].
- Homme drapé vu de face, le bras gauche levé, 1772, sanguine sur papier vergé crème, 51,2 x 37,1 cm, musée des Beaux-Arts d’Orléans[9].
- Femme drapée de profil à gauche, 1774, sanguine sur papier vergé crème, 45,2 x 29,2 cm, musée des Beaux-Arts d’Orléans[10].

### Sculptures
- La Victoire écrivant sur un bouclier, vers 1782-1787, terre cuite, Metropolitan Museum of Art, New York
- Deux Renommée, vers 1782-1787, bas-reliefs, pierre, Paris, Hôtel de Salm, Palais de la Légion d'honneur, portail principal
- Fête de Palès, vers 1782-1787, bas-relief, pierre, Paris, Hôtel de Salm, Palais de la Légion d’honneur, au fond de la cour
- Cinq bas-reliefs et six statues allégoriques, vers 1782-1787, pierre, Paris, Hôtel de Salm, Palais de la Légion d’honneur, corps central quai Anatole-France
- Cérès, Mars et Diane, vers 1782-1787, études en terre cuite pour les statues se trouvant sur la coupole de l’Hôtel de Salm, Hôtel de Salm, Palais de la Légion d’honneur
- Rousseau observant les premiers pas de l’enfance, 1790, groupe en terre cuite, Paris, musée Carnavalet
- la Patrie couronnant les Vertus civiles et héroïques, 1793, décor du fronton du Panthéon de Paris, œuvre détruite sous La Restauration
- Thucydide, Hérodote, Divinité égyptienne et un Inca, 1806, reliefs, pierre, Paris, palais du Louvre, cour Carrée, attique de la façade Ouest, à droite du Pavillon de l’Horloge
- Adam Philippe, comte de Custine, général en chef (1742-1793), Salon de 1810, statue en pied plus grande que nature, marbre, château de Versailles, œuvre achevée par Jean-Baptiste Stouf
- Jean Dominique Cassini (1625-1712), statue terminée en 1810 par Jean-Baptiste Stouf, Observatoire de Paris
- Leclerc au Panthéon de Paris
- La Loi, Numa, Manco Capac, Moïse et un Pharaon[11], bas-reliefs, bronze, Paris, musée du Louvre
- Minerve, statuette, terre cuite, Paris, musée du Louvre
- Danseuses, frise de l’attique de la barrière d’Enfer, pierre, Paris, place Denfert-Rochereau
- Portrait de Léonard de Vinci, buste, marbre blanc, château de Fontainebleau
- Le Rhin et Le Nil, deux bas-reliefs pour le tombeau du général Desaix dans (l’hospice du Grand-Saint-Bernard, ainsi que ses deux plâtres modèles, bas-reliefs, châteaux de Versailles et de Trianon
- Jean Dominique Cassini (1625-1712), statuette (esquisse), terre cuite, Bayonne, musée Léon-Bonnat
- La Victoire écrivant sur un bouclier et La Victoire brandissant des lauriers, Metropolitan Museum of Art, New York[12]
- Place Peyrou à Montpellier
- Vierge à l'Enfant, deux Anges, statue de Saint Rieul, cathédrale Notre-Dame de Senlis
- Pleureuse, marbre, fragment d'un monument composé en l'honneur de Louis XV en 1841, Saint-Denis, basilique.

Œuvres de Jean Guillaume Moitte
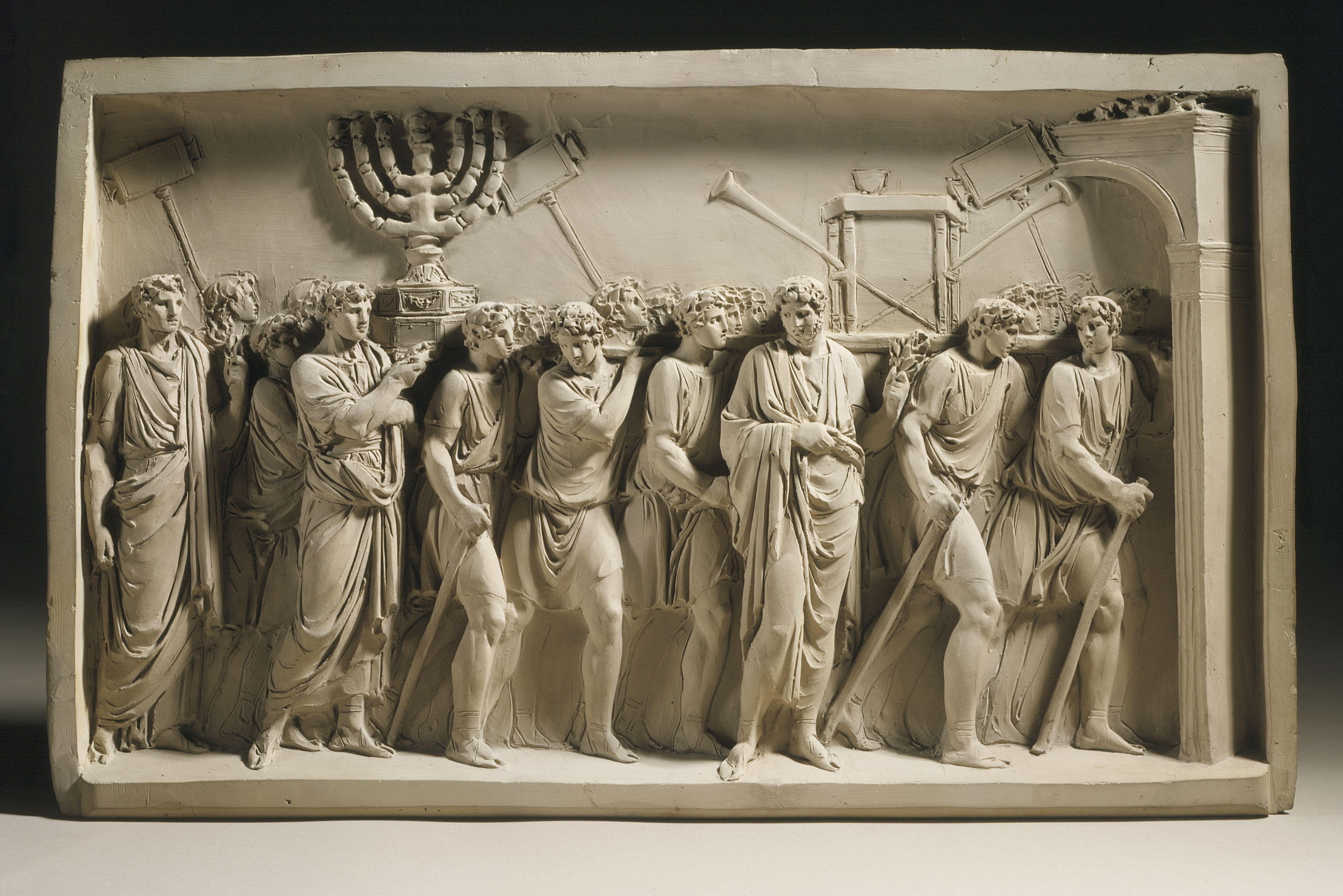
Prisonniers juifs portant la Menorah et les trompettes du temple de Jérusalem (vers 1791), terre cuite, d'après le bas-relief de l'arc de Titus, musée d'art du comté de Los Angeles.
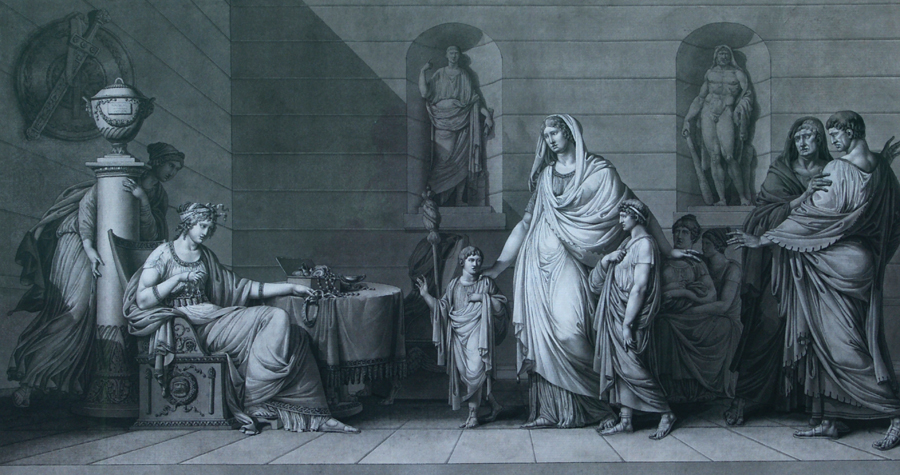
Cornélie, mère des Gracques (1795), Mougins, Musée d'art classique de Mougins